# 前514年
| 千纪： | 前1千纪 |
| 世纪： | 前7世纪 \| 前6世纪 \| 前5世纪 |
| 年代： | 前540年代 \| 前530年代 \| 前520年代 \| 前510年代 \| 前500年代 \| 前490年代 \| 前480年代 |
| 年份： | 前519年 \| 前518年 \| 前517年 \| 前516年 \| 前515年 \| 前514年 \| 前513年 \| 前512年 \| 前511年 \| 前510年 \| 前509年                                                                        |
| 纪年： | 周敬王六年 魯昭公二十八年 齐景公三十四年 晋顷公十二年 秦哀公二十三年 宋景公三年 楚昭王二年 卫灵公二十一年 陈惠公二十年 蔡昭侯五年 曹襄公元年 郑定公十六年 燕平公十年 吳王阖闾元年 杞悼公四年 |

## 大事記
- 伍子胥创建苏州城
- 晋国殺大夫祁盈及杨食我，盡屠祁氏及羊舌氏，分二氏之田為十縣。
- 鄭定公寧卒，子鄭獻公蠆嗣位。
- 滕悼公寧卒，子滕頃公結嗣位。
- 吳王阖闾遣要離刺殺吳王僚之子慶忌。

## 逝世
- 祁勝
- 祁盈
- 杨食我
- 韓宣子
- 鄭定公
- 滕悼公
- 哈尔摩狄奥斯和阿里斯托革顿